# Kovács Sándor (labdarúgó, 1931)
Kovács Sándor (Gyula, 1931. október 30. – Debrecen, 2012. július 27.) labdarúgó, hátvéd, református lelkész. A sportsajtóban Kovács I Sándor néven szerepelt.

## Pályafutása
A Debreceni Református Kollégiumban teológiát hallgatott. 1948-tól a Debreceni VM Vendéglátó játékosa volt. 1954 és 1964 között a Debreceni VSC labdarúgója volt. Az élvonalban 1960. július 31-én mutatkozott be a Bp. Honvéd ellen, ahol csapata 2–1-es győzelmet aratott. Összesen 73 élvonalbeli mérkőzésen szerepelt. Ezalatt, 1956 és 1958 között a Debreceni KASE, majd Vörös Meteor csapatban szerepelt. A labdarúgóként és református lelkészként is tevékenykedett Hajdúböszörményben, Hajdúszoboszlón, Kunmadarason. Utóbbi településen már trénerkedett is. 1984-től Hajdúsámsonon szolgált, ahol focisulit is vezetett. 

## Sikerei, díjai
NB II
- bajnok (1960)